# Ефект розкриття поверхні порового простору твердої фази

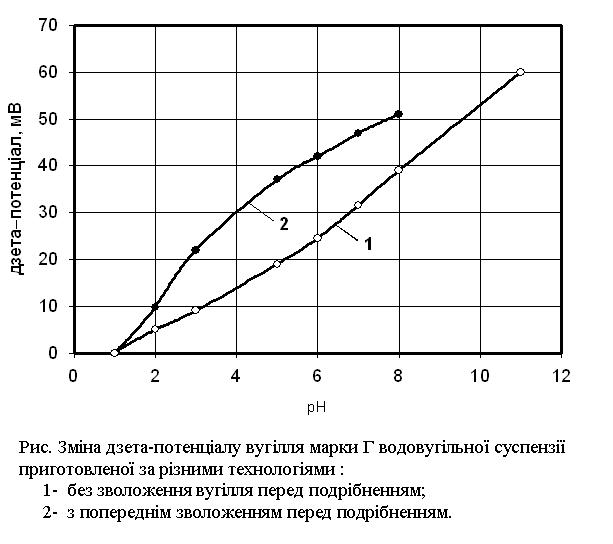

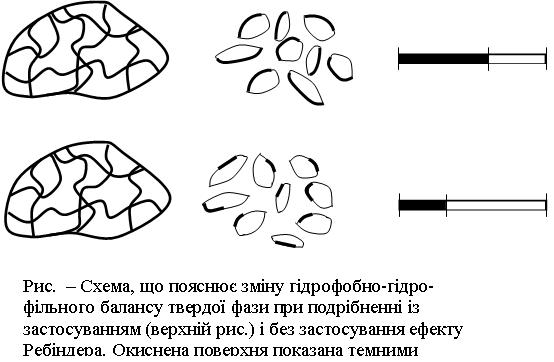

Ефект розкриття поверхні порового простору твердої фази або Ефект «вивертання пор» — ефект, який полягає у переході внутрішньої поверхні пор у зовнішню поверхню зерен при подрібненні твердого матеріалу (наприклад, вугілля). Зміна поверхневих характеристик подрібненої сировини за рахунок цього ефекту викликає зміну технологічних характеристик подрібненої маси.
Ефект адсорбційного розкриття поверхні порового простору твердої фази може проявлятися одночасно з відомим ефектом Ребіндера.
Приклад — зміна характеристик висококонцентрованої водовугільної суспензії — підвищення її седиментаційної стійкості і покращення реологічних характеристик. Це обумовлено зміною дзета-потенціалу подрібнених вугільних зерен за рахунок переважного відкриття окиснених поверхонь пор, що спричиняє гідрофілізацію вугільної речовини (зрушення гідрофільно-гідрофобного балансу сумарної зовнішньої поверхні подрібненого вугілля у гідрофільну область).